# Marcus Conrad Dietze

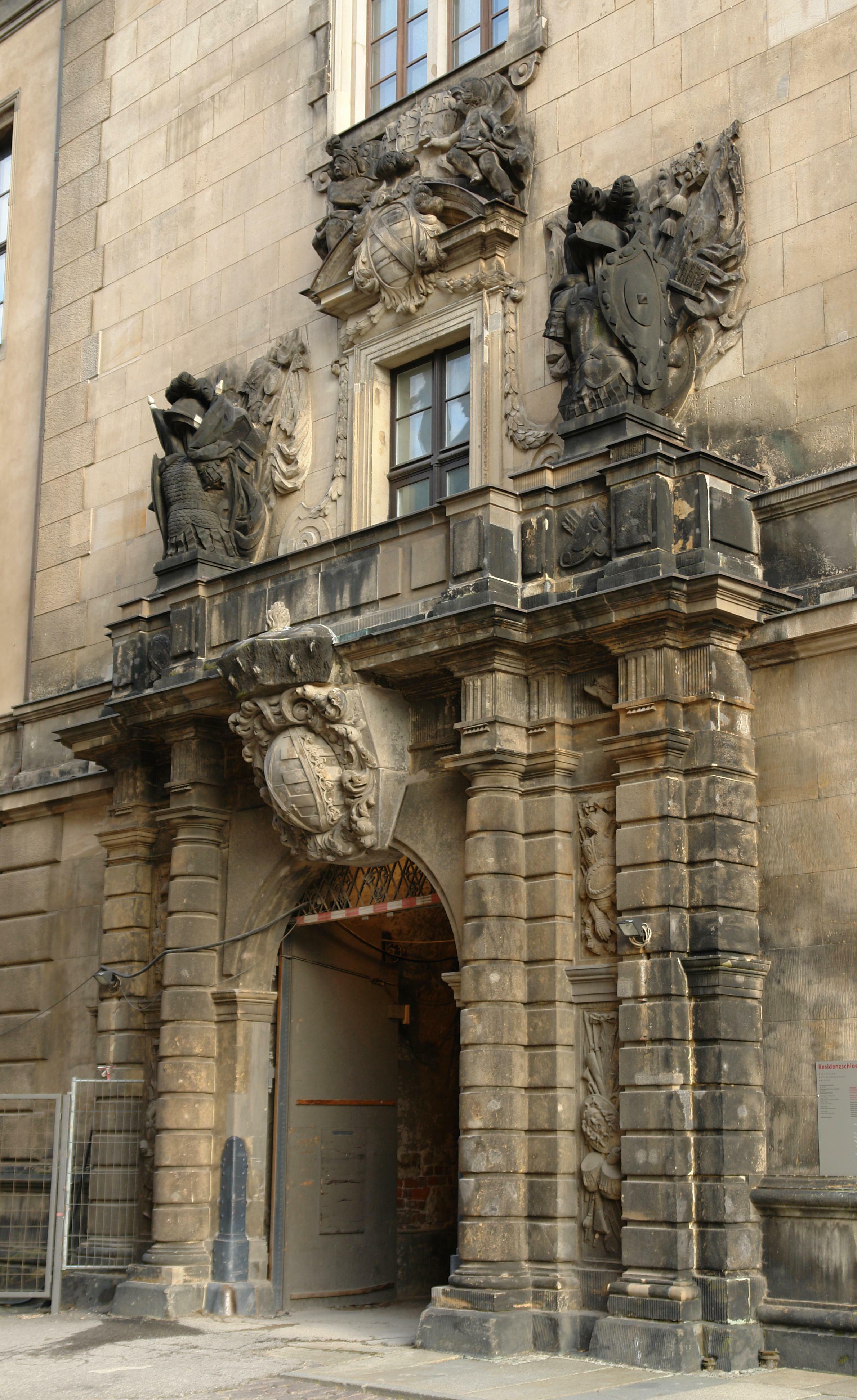
Portale verde presso il Castello di Dresda

Marcus Conrad Dietze (Ulma, 17 maggio 1658 – 11 luglio 1704) è stato un architetto e scultore tedesco.

## Biografia
Era figlio di Wilhelm e di sua moglie Susanne. Attraverso le sue opere, il barocco di Dresda giunse al suo apice. Dal 1680 lavorò alla corte di Dresda e creò con altri scultori, tra cui Abraham Conrad Buchau, George Heermann, i fratelli Jeremias e Conrad Max Süßner, gli elementi decorativi tridimensionali del palazzo nel Grande Giardino sotto la direzione del capo architetto Johann Georg Starcke. Nel 1693 creò i gioielli sulla Porta Verde nei pressi del Castello, un enorme stemma che domina l'asse centrale tra le semicolonne sopra l'estremità del coronamento; nel mezzo c'è un trofeo. Questa opera scultorea di Dietze pose fine all'architettura del portale di Dresda. Oltre al suo lavoro scultoreo, progettò edifici a Dresda e a Varsavia. Successivamente fece un viaggio studio di due anni in Italia con un soggiorno più lungo a Torino. Da quel momento in poi, queste nuove impressioni determinarono i suoi progetti architettonici, ad esempio per la ristrutturazione della piazza del mercato di Altendresden, che era stata distrutta dopo l'incendio del 1685. Nel 1699 assunse la carica di direttore degli edifici, dopo la morte di Ulrich Rothe. Da allora in poi sviluppò nuovi progetti per l'ampliamento e l'abbellimento degli edifici signorili  dello Zwinger. Realizzò anche ampi progetti architettonici per un nuovo edificio per il Castello, che era stato danneggiato da un incendio nel 1701. Nel 1701 perse il posto nel settore edile, ma già nel 1703 ricevette la carica di capomastro in Polonia per i suoi servizi. Inoltre, elaborò instancabilmente nuovi progetti per la corte sassone a Dresda e a Varsavia. I suoi progetti architettonici richiedevano cifre elevate e mostravano un'enorme ingegnosità e una nuova qualità nell'architettura barocca in Sassonia, senza pari per quei tempi. Quando l'11 luglio 1704 scoppiò un grande incendio nel campo militare sassone-polacco, circa 150 chilometri a sud-est di Varsavia, vicino a Piotrawin sulla Vistola, presumibilmente doloso da parte di oppositori antisassoni, morì durante i lavori di estinzione, insieme a 32 persone dell'entourage di Ernst von Bomsdorff, maresciallo di corte del re polacco Augusto il Forte.

## Opere (selezione)
- 1680: gioielli figurativi, chiavi di volta tridimensionali al palazzo nel Grande Giardino, Dresda
- 1693: portale della Porta Verde, stemma delle terme, decorazioni di trofei al Castello di Dresda